# Campeonato Asiático de Atletismo de 2011 - 10000 m masculino
A prova dos 10000 metros masculino do Campeonato Asiático de Atletismo de 2011 foi disputada no dia 7 de julho de 2011 no Kobe Universiade Memorial Stadium em Kobe,  no Japão.

## Recordes
Antes desta competição, os recordes mundiais e do campeonato nesta prova eram os seguintes:
|                       | Nome                  | Nacionalidade | Tempo      | Local     | Data                   |
| --------------------- | --------------------- | ------------- | ---------- | --------- | ---------------------- |
| Recorde mundial       | Kenenisa Bekele       | Etiópia       | 26m 17s 53 | Bruxelas  | 26 de agosto de 2005   |
| Recorde do campeonato | Ali Hasan Mahboob     | Bahrein       | 28m 23s 70 | Guangzhou | 14 de novembro de 2009 |
| Recorde asiático      | Abdullah Ahmad Hassan | Catar         | 26m 38s 76 | Bruxelas  | 5 de setembro de 2003  |

## Medalhistas
| Ouro                    | Prata                       | Bronze                 |
| Ali Hasan Mahboob (BHR) | Bilisuma Shugi Gelasa (BHR) | Akinobu Murasawa (JPN) |

## Cronograma
Todos os horários são locais (UTC+9).
| Data       | Hora  | Evento |
| ---------- | ----- | ------ |
| 7 de julho | 20:10 | Final  |

## Final
A final da prova ocorreu dia 7 de julho às 20:10.
| Posição           | Atleta                | Nacionalidade | Tempo    | Notas |
| ----------------- | --------------------- | ------------- | -------- | ----- |
| Medalha de ouro   | Ali Hasan Mahboob     | Bahrein       | 28:35.49 |       |
| Medalha de prata  | Bilisuma Shugi Gelasa | Bahrein       | 28:36.30 |       |
| Medalha de bronze | Akinobu Murasawa      | Japão         | 28:40.63 |       |
| 4                 | Tsuyoshi Ugachi       | Japão         | 28:48.53 |       |
| 5                 | Suresh Kumar          | Índia         | 29:37.62 |       |
| 6                 | Ser-Od Bat-Ochir      | Mongólia      | 29:44.84 |       |
| 7                 | Kheta Ram             | Índia         | 30:31.85 |       |
| –                 | Mohammad Khazaei      | Irão          |          | DNF   |

Legenda
| Recorde mundial       | Recorde mundial (World record)               |                       | Recorde africano                      | Recorde africano (African) |                                           | Q | Classificado por posição (Qualified) |
| Recorde do campeonato | Recorde do campeonato (Championship record)  | Recorde da América    | Recorde da América (Americas)         | q                          | Classificado por melhor tempo (Qualified) |   |                                      |
| Melhor marca do ano   | Melhor marca do ano (World leading)          | Recorde asiático      | Recorde asiático (Asian)              | DNS                        | Não largou (Did not start)                |   |                                      |
| Recorde nacional      | Recorde nacional (National record)           | Recorde europeu       | Recorde europeu (European)            | DNF                        | Não terminou (Did not finish)             |   |                                      |
| Recorde pessoal       | Recorde pessoal do atleta (Personal best)    | Recorde da Oceania    | Recorde da Oceania (Oceania)          | DSQ / DQ                   | Desclassificado (Disqualified)            |   |                                      |
| Recorde da temporada  | Recorde da temporada do atleta (Season best) | Recorde sul-americano | Recorde sul-americano (South America) | NM                         | Sem marca (No mark)                       |   |                                      |